# Holiday in the Wild
Holiday in the Wild es una película de comedia romántica navideña dirigida por Ernie Barbarash a partir de un guion de Neal Dobrofsky y Tippi Dobrofsky. La película es protagonizada por Rob Lowe y Kristin Davis. 
Fue estrenada el 1 de noviembre de 2019 por Netflix.

## Reparto
- Rob Lowe como Derek.
- Kristin Davis como Kate.
- Fezile Mpela como Jonathan.
- John Owen Lowe como Luke.
- Colin Moss como Drew.
- Haley Owen como Leslie.
- Faniswa Yisa como Aliyah.
- Thandi Puren como Trish.
- Renate Stuurman como Tabitha.
- Keeno Lee Hector como Doorman.

## Producción
En mayo de 2018, se informó que Ernie Barbarash dirigiría Christmas in the Wild para Netflix a partir de un guion de Neal Dobrofsky y Tippi Dobrofsky. Rob Lowe y Kristin Davis protagonizarían. La filmación se llevó a cabo en Hoedspruit y Drakensberg, y en sets en Ciudad del Cabo y sus alrededores. Las escenas de elefantes se filmaron en un santuario en Sudáfrica y en el orfanato Internacional de Elefantes Game Rangers en Lusaka, Zambia. Se realizaron grandes esfuerzos y sistemas para salvaguardar a los elefantes, incluido un estudio de comportamiento enfocado, restricciones de personal y distancia, e inspectores internacionales de bienestar animal. Debido a los estrictos protocolos de gestión de elefantes de GRI y las políticas de impacto mínimo, y en alineación con los altos estándares de bienestar animal de Netflix, se hizo evidente que se requeriría un 'doble de cuerpo' para la mayoría de las filmaciones, y Netflix invirtió enormemente para garantizar que los títeres requeridos eran la viva imagen del elefante huérfano de la vida real Mkaliva. La película se filtró en el año 2018
La fotografía principal comenzó en junio de 2018.

## Estreno
Holiday in the Wild fue estrenada el 1 de noviembre de 2019 por Netflix.